# Costellazioni (EP Antonino Spadaccino)
Costellazioni è il terzo lavoro discografico ed il primo EP del cantante italiano Antonino Spadaccino, pubblicato l'11 ottobre 2011 dalla casa discografica Non ho l'età e distribuito da Artist First.

## Il disco
Il progetto discografico è nato dopo la vittoria del cantante al concorso Io Ci Sono, indetto dalla trasmissione televisiva Amici di Maria De Filippi (della quale Antonino Spadaccino era stato proclamato vincitore nel 2005), con il brano Amore surreale, incluso nell'album stesso.
L'album, composto da otto tracce, è stato anticipato dal singolo omonimo Costellazioni, pubblicato il 1º luglio 2011 e successivamente, Il 5 ottobre, da Chi sono. Il brano porta la fima di Mario Biondi.

## Tracce
1. Costellazioni (Fortunato Zampaglione, Fabrizio Ferraguzzo, Mattia del Forno)
2. Pioggia cadrà (Dario Faini, Massimo Greco)
3. Se tu mi accoglierai (Saverio Grandi, Emiliano Cecere, Luca Angelosanti, Francesco Morettini)
4. La lontananza (Mauro Cerzoso)
5. Ovest (Dario Faini, Massimo Greco)
6. Chi sono (Mario Biondi)
7. Amore surreale (Federica Camba e Daniele Coro)
8. Chiedimi aiuto (Alberto Salerno, Luca Chiaravalli, Mario Amato)